# Kapelle Weitendorf

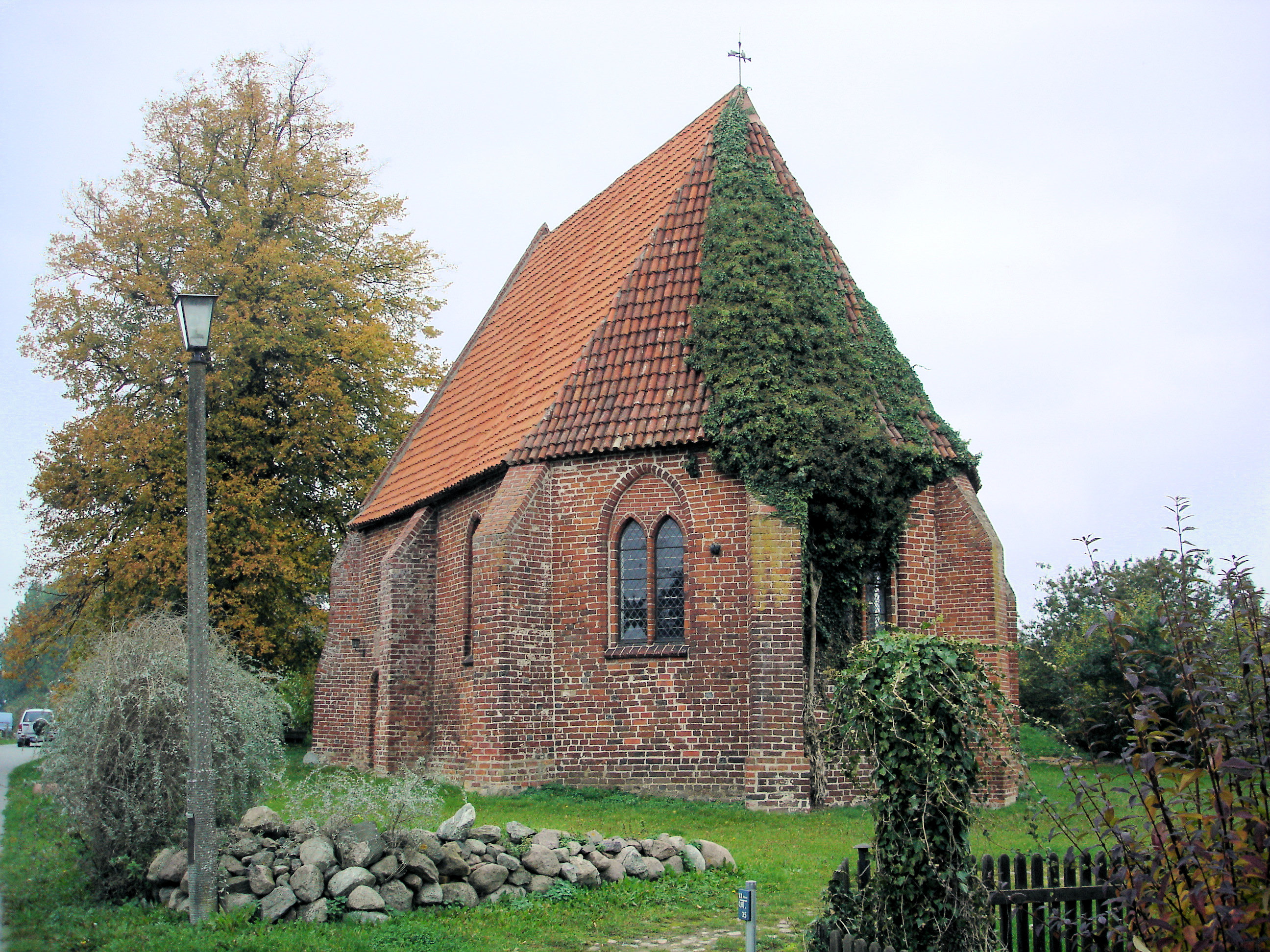
Kapelle Weitendorf, 2008

Die Kapelle Weitendorf gehörte über mehrere Jahrhunderte Teil der Gemeinde Gägelow. Heute gehört Weitendorf zur Evangelisch-Lutherischen Kirchgemeinde Proseken – Hohenkirchen in der Propstei Wismar im Kirchenkreis Mecklenburg der Evangelisch-Lutherischen Kirche in Norddeutschland.

## Geschichte
Weitendorf besaß von alter Zeit her noch als Woytentorp neben dem Siechenhaus für Aussätzige, eine diesem Krankenhaus angeschlossene Kapelle und gehörte zum Kirchspiel Proseken.
Die Kapelle war dem Heiligen Georg, dem Schutzpatron der Siechenhäuser, geweiht und geht als Stiftung auf einen Vorfahren der Herren von Negendanck zurück. Sie ist 1230 im Ratzeburger Zehntregister aufgeführt.
Ein Fundationsbrief ist nicht vorhanden, doch als Wohltäter des Stifts und der Kapelle haben sich um 1395 viele Personen verewigt. Als ältester Kolonist von Weitendorf, das zur Ratzeburger Diözese und mit Proseken zum Rehnaer Archidiakonat gehörte, wurde Johann Flemming genannt. Später wurden die von Manteuffel, von Plessen und von Fersen neben den von Negendanck mit Besitz und Rechten in Weitendorf genannt. Mitte des 14. Jahrhunderts hatten die Negendancks auf Zierow und Eggerstorf auch das Erbpatronat der Kapelle und des Siechenhauses in Weitendorf und konnten die Sacra dort besorgen lassen, von wem sie wollten. Die Kapelle und das Siechenhaus waren de jure nicht in Proseken eingepfarrt, doch ließen die Negendancks beide durch die Geistlichen von Proseken mitversorgen. 1666 nannte man die Negendancks auch als Patrone des Armenhauses in Weitendorf. Doch schon 1764 geht der Besitz an Hartwig Gotthard Hans von Both über, der die Negendanck'sche Erbtochter heiratete. 1766 wurde Hofrat Jacob Poel Rechtsnachfolger und ab 1775 übernahm dessen Schwiegersohn, der Geheime Legationsrat und Kaufmann Adrian Wilhelm Pauli und seine Frau Magdalena Pauli den Besitz in Weitendorf.
Ab 1784 ging der große Güterbesitz an die Familie von Biel  über, die es dann bis zum Ende des Zweiten Weltkrieges bewirtschafteten. Danach verließen sie Deutschland und gingen in die USA.
Unmittelbar neben der Kapelle wurde 1848 ein neues Siechenhaus erbaut.
Nach 1945 hatte das Bauwerk schweren Schaden genommen. Als dann auch noch die Ausstattung demoliert war, wurde die kleine Kapelle profaniert und ging in Rechtsträgerschaft der Gemeinde über. Diese nutzte das Gebäude als Abstellraum für Gerätschaften, Kleinmaterialien und sogar als Düngerlager. 1961 und 1962 baten der Oberkirchenrat der Mecklenburgischen Landeskirche und das Institut für Denkmalpflege Schwerin mehrfach die Gemeinde Weitendorf um Erhaltung der dortigen Kapelle, da sie einen recht verwahrlosten Eindruck mache und die Schadstellen auf dem Dach beträchtlich seien. Zwecks Beschaffung fehlender Dachziegel werden kirchliche Stellen sicherlich helfend vermitteln können. Man bat auch um die Verglasung der seit Jahren schon unverglasten zweiteiligen Spitzbogenfenster, um so den äußerlich sichtbaren moralischen Verfall eines Gebäudes (dieser Begriff dient zur Kennzeichnung des Verhaltens der Menschen gegenüber baulich vernachlässigten Gebäuden) aufzuhalten. Erst im April 1963 waren die Fenster verglast und das Institut für Denkmalpflege bezahlte sogar die Rechnung der Wismarer Firma Wilhelm Beutel über 40 Scheiben von 50 × 50 cm Rohglas einschließlich Glastransport und Fahrt nach Weitendorf zur dortigen Verglasung der Fenster.

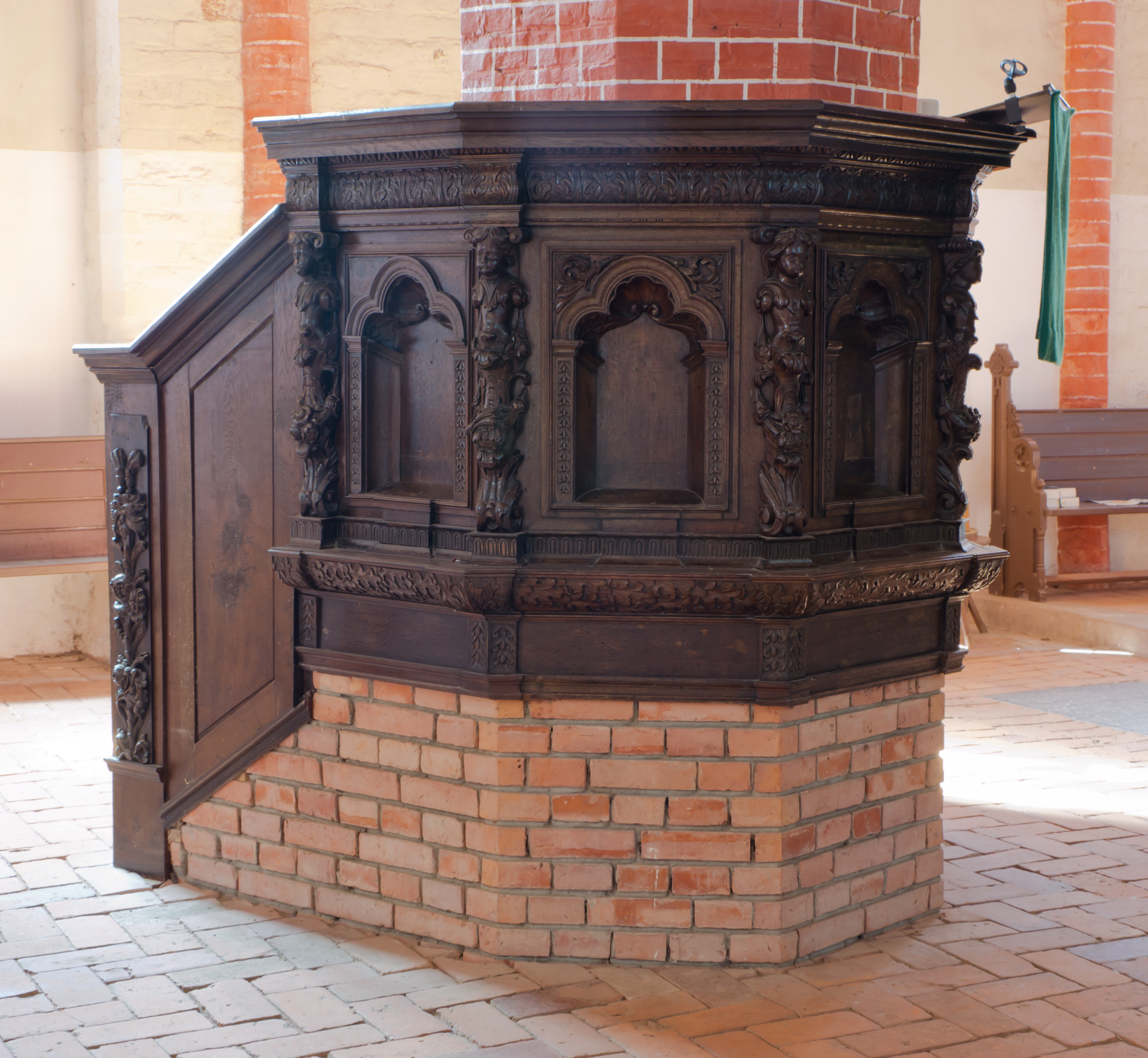
Weitendorfer Kanzel in Steffenshagen, 2012

1962 wurden die noch vorhandenen Teile des Kanzelaltars von 1731 durch die Restaurierungswerkstatt des Instituts für Denkmalpflege geborgen und 1966 in der Dorfkirche Steffenshagen aufgestellt.
1976 wurde die Kapelle dann unter Denkmalschutz gestellt. Erst zehn Jahre später teilt der Oberkirchenrat in Schwerin dem Rat des Kreises Wismar mit, die Reste der Orgel zu bergen und mit der Emporenbrüstung in die Dorfkirche Bellin umzusetzen.
Mit der Denkmalpflegerischen Zielstellung vom 17. März 1987 wurde einer gesellschaftlichen Nutzung der Kapelle zugestimmt. Man dachte an eine Bauernstube für das Dorf.
Nach der Wende wurde durch die Kreisverwaltung Wismar-Land schon 1991 mit der Sicherung und Sanierung der Kapelle begonnen. 1991 und 1992 wurden der Dachstuhl instand gesetzt, das Dach im Chorbereich mit alten Mönch-Nonne-Ziegeln, auf der südlichen Dachfläche mit alten Nonnen-Ziegeln und neuen Mönchsziegeln und auf der nördlichen Dachfläche durchgehend mit neuen Mönch-Nonnen-Ziegeln gedeckt. Der Backsteinsockel wurde mit neuen unpassenden Backsteinen erneuert. Der Fußboden wurde mit alten quadratischen und polygonalen Backsteinplatten ausgelegt.
Ab 1992 nutzt nun der Kunstverein Kapelle Weitendorf das Gebäude für Ausstellungen und Konzerte.

## Baubeschreibung

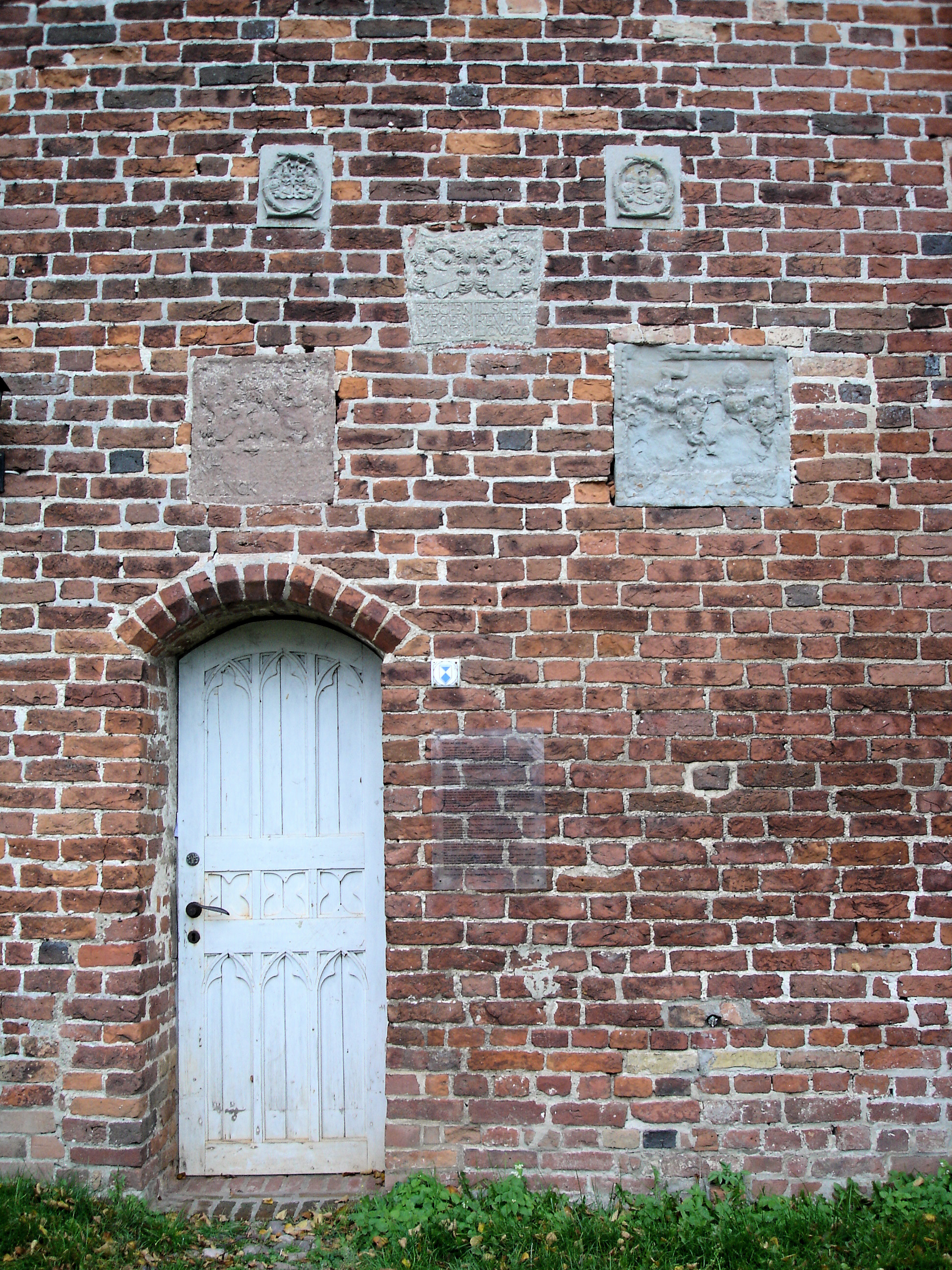
Kapelle Weitendorf Südfassade mit Allianzwappen, 2008

Die Kapelle ist ein kleiner, zweijochiger gotischer Backsteinbau mit polygonalem Ortsschluss. Die äußerlich sichtbaren Strebepfeiler lassen auf eine vorgesehene Einwölbung schließen.

### Äußeres
Die Kapelle hatte keinen Turm und keine Anbauten. Zwischen den Strebepfeilern der Nord- und Südwand und dem Chor befinden sich zweiteilige Spitzbogenfenster. Das Dach ist mit Mönchsziegeln eingedeckt. Oberhalb des Einganges wurden in der Südwand nachträglich fünf Wappenreliefs aus Sandstein von der ehemaligen Patronatsfamilie von Negendanck aus dem 17. und 18. Jahrhundert eingemauert. Die Allianzwappen gehören zu Ulrich Negendanck und der Elisabeth von Walsleben vom Jahre 1623, zu Paschen Negedanck und der Ilsche Reventlov vom Jahre 1625 zu Ulrich Negendanck und der Agnes Dorothea von Behr und zu Hans Albrecht Negendanck.

### Inneres
Der schlichte einschiffige Raum wird mit einer flachen Holzbalkendecke überspannt. Zur Ausstattung gehörten der 1731 von Barthold Dietrich Negendanck gestiftete und im Barockstil ausgeführte Kanzelaltar. Namen und Wappen waren an den Altarschranken angebracht. Der hölzerne Kanzelkorb soll aus der ehemaligen Dominikanerkirche des Schwarzen Klosters zu Wismar stammen. Negendanck stiftete 1733 auch den Altar in der Kirche zu Proseken. Vor dem Altar hing an der Decke ein Taufengel.
Auf der Westempore stand eine kleine Orgel vermutlich aus dem 17. Jahrhundert. Nach 1945 stark zerstört, sollten noch 20 Jahre vergehen, bis die verbliebenen Reste mit dem Gehäuse und der Emporenbrüstung in die Dorfkirche nach Bellin umgesetzt wurden. Dem Dekor, der Farbigkeit in Resten durch Übermalungen noch nachweisbar und der verzeichneten Dispositionen der Orgel nach zu urteilen, dürfte diese aus dem 17. Jahrhundert stammen. In Bellin wurden die Reste der Orgel im Schuppen neben dem Pfarrhaus eingelagert, wobei weitere Teile verloren gingen. Reste des Orgelgehäuses kamen 1999 in das Orgelmuseum nach Malchow, wo diese in einer Dauerausstellung zu sehen und die Pfeifen zu hören sind.
Auf dem Dachstuhl hing eine kleine Glocke ohne Inschrift. Es soll die Graumönchen-Glocke gewesen sein, die 1819 von der Kirche zu Proseken gekauft wurde.
Der Innenraum war schmucklos. An den Wänden hingen nur die Allianzwappen der Negendanck-Bülow'schen Familie und der Familie von Biel. Weiter war ein 1627 und 1860 erneuertes Bild des Heiligen Georgs, dem Schutzpatron der Siechenhäuser, vorhanden.
Die zur Kapelle gehörenden Kleinkunstwerke wurden in der Dorfkirche zu Proseken verwahrt. Darunter befanden sich zwei silberne Kelche mit dem Negendanck'schen Wappen und der Umschrift: DEISE x KELCH x GEHORET x IN x DAS x HOSPITAL x THO x WEITENDORF. Über ihren Verbleib ist nichts bekannt.